# 소유스 TMA-12
소유스 TMA-12(러시아어: Союз ТМА-12, 영어: Soyuz TMA-12)는 국제 우주 정거장(ISS)에 우주인을 수송하는 소유스-TMA 우주선으로서, 소유스-FG 로켓에 실려 발사되었다.

## 승무원

### 국제 우주 정거장엑스퍼디션 17(Expedition 17) 승무원

#### 비행 및국제 우주 정거장(ISS) 엑스퍼디션 17 탑승 승무원
- 세르게이 볼코프 (1) 커맨더 -  러시아
- 올레그 코노넨코 (1) 플라이트 엔지니어 -  러시아

이들은 2008년 10월까지 약 6개월 동안 국제 우주 정거장에 머물었고, 소유스 TMA-12호는 이 기간 동안 탈출용 우주선이 되었다.

#### 소유스 TMA-12호 우주 비행 참가자
- 이소연 (1) 우주비행 참가자(SFP, Spaceflight Participant) -  대한민국[2]

대한민국 최초의 우주 비행사로, 국제 우주 정거장에서 약 열흘간의 실험 등의 임무를 수행하고, 돌아올 때는 TMA-12가 아닌 소유스 TMA-11을 타고 귀환하였다.

#### 소유스 TMA-13을 타고 출발하였던 비행사
- 리처드 개리엇 (1) - 우주비행 참가자(SFP)[3]  미국

2008년 10월에 소유스 TMA-13호를 타고 가서, 소유스 TMA-12로 갈아타고 귀환하였다.

### 백업 승무원
- 막심 서라예프 커맨더 -  러시아
- 올레크 스크리포크카 플라이트 엔지니어 -  러시아
- 고산 우주비행 참가자(SFP) -  대한민국

### 승무원 참고 사항
이소연은 한국 우주인 배출 사업(KAP)을 통해서 러시아 정부의 초청으로 탑승하여 비행하였다. 소유스 우주선에 탑승하는 그녀의 역할은 우주비행참가자로서 영어로 러시아 연방 우주국과 미국 항공우주국 문서와 언론 브리핑을 하는 것이다. 원래 계획은 고산이 탑승 예정이고, 이소연이 그의 예비 승무원이었다. 2008년 3월 10일, 고산은 러시아의 훈련 센터에서 교재를 반출하여 규정을 어겼다고 발표되었고, 그의 비행은 허락되지 않았다.
리처드 게리엇은 스페이스 어드벤처스에 의해 진행되는 프로그램에 의해 우주 여행자로서 탑승하고 있다. 그는 또한 영어로 러시아 연방 우주국과 미국 항공우주국 문서를 맡고 있는 우주비행참가자이다.

## 같이 보기
- 소유스 TMA-11호 - 이소연의 귀환우주선
- 엑스퍼디션 17
- 소유스 (우주선)